# Schönwalde-Glien
Pour les articles homonymes, voir Schönwalde.
Schönwalde-Glien est une commune d'Allemagne située dans le Land du Brandebourg et l'arrondissement du Pays de la Havel.

## Géographie
La commune de Schönwalde-Glien est située à l'ouest de Berlin. Elle est traversée par le canal Havel. 
La commune est composée de plusieurs villages.
- Grünefeld (436 habitants)
- Paaren im Glien (650 hab.)
- Pausin (795 hab.)
- Perwenitz (488 hab.)
- Schönwalde-Dorf (903 hab.)
- Schönwalde-Siedlung (4 633 hab.)
- Wansdorf (874 hab.)

## Historique
Les divers villages composant la commune de Schönwalde-Glien, sont mentionnés depuis le Moyen Âge : 
Grünefeld depuis 1379, Paaren im Glien en 1412, Pausin en 1324, Perwenitz en 1421, Schönwalde-Dorf en 1437 et Wansdorf en 1313. Une première commune "Schönwalde-Siedlung" s'est constituée en 1900 regroupant cinq villages, et l'actuelle est née le 26 octobre 2003 avec l'absorption du village de Grünefeld.

## Démographie
- Développement de la population dans les limites actuelles. -- Ligne bleue: Population; Ligne pointillé: Comparaison avec le développement de Brandebourg -- Fond gris: Période du régime nazie; Fond rouge: Période du régime communiste
- Évolution recente (ligne bleue) et prévisions sur l'effectif de résidents

| Année | Population |
| ----- | ---------- |
| 1875  | 2 779      |
| 1890  | 3 065      |
| 1910  | 2 967      |
| 1925  | 3 113      |
| 1933  | 3 388      |
| 1939  | 6 000      |
| 1946  | 7 334      |
| 1950  | 7 412      |
| 1964  | 6 829      |
| 1971  | 6 725      |

| Année | Population |
| ----- | ---------- |
| 1981  | 5 913      |
| 1985  | 5 751      |
| 1989  | 5 503      |
| 1990  | 5 423      |
| 1991  | 5 386      |
| 1992  | 5 299      |
| 1993  | 5 324      |
| 1994  | 5 441      |
| 1995  | 5 463      |
| 1996  | 5 467      |

| Année | Population |
| ----- | ---------- |
| 1997  | 5 760      |
| 1998  | 6 371      |
| 1999  | 6 862      |
| 2000  | 7 286      |
| 2001  | 7 590      |
| 2002  | 7 880      |
| 2003  | 8 131      |
| 2004  | 8 377      |
| 2005  | 8 487      |
| 2006  | 8 654      |

| Année | Population |
| ----- | ---------- |
| 2007  | 8 810      |
| 2008  | 8 873      |
| 2009  | 8 910      |
| 2010  | 8 931      |
| 2011  | 8 975      |
| 2012  | 9 021      |
| 2013  | 9 108      |
| 2014  | 9 202      |
| 2015  | 9 351      |
| 2016  | 9 514      |

| Année | Population |
| ----- | ---------- |
| 2017  | 9 498      |
| 2018  | 9 575      |
| 2019  | 9 864      |
| 2021  | 10 017     |

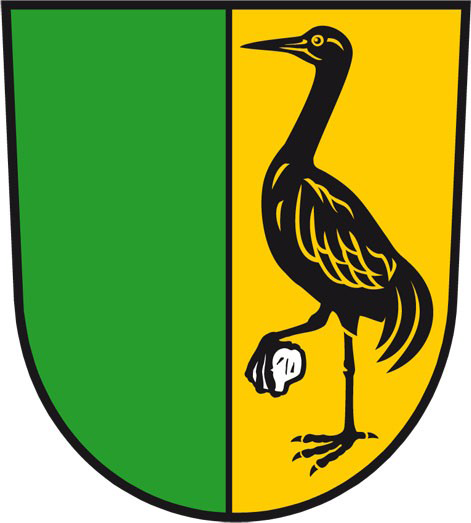
Grünefeld
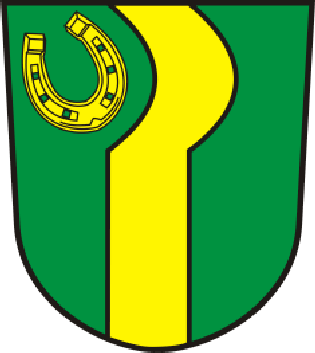
Paaren im Glien
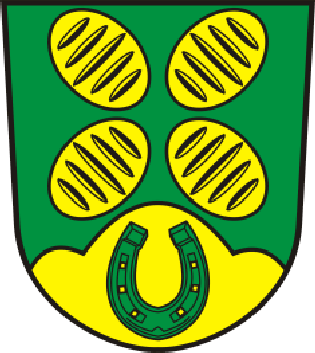
Pausin
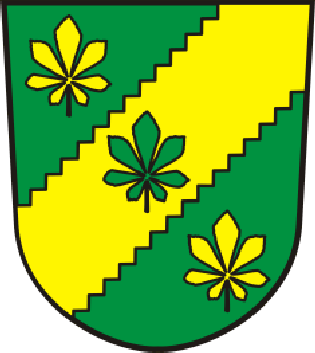
Perwenitz
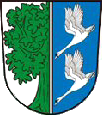
Schönwalde
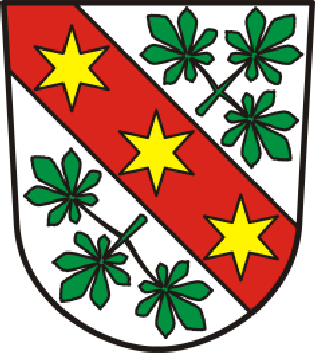
Wansdorf

## Localisation

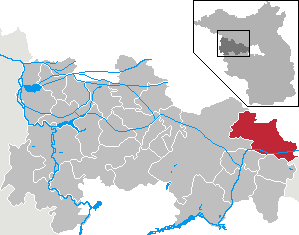
Localisation de Schönwalde-Glien dans la région de Brandebourg.

## Personnalités liées à la ville
- Hermann von Redern (1819-1886), général né à Wansdorf.